# Temenis violetta
Temenis violetta är en fjärilsart som beskrevs av Hans Fruhstorfer 1907. Temenis violetta ingår i släktet Temenis och familjen praktfjärilar. Inga underarter finns listade i Catalogue of Life.